# Le Voleur
Le Voleur ("El Lladre") va ser una revista literària francesa, que tenia com a subtítol Journal littéraire de Paris ("diari literari de París) o també Le Voleur : gazette des journaux français et étrangers ("El Lladre: gazeta dels diaris francesos i estrangers") fou creada el 1828 per Charles Lautour-Mezeray i Émile de Girardin. El primer número fou editat el 5 d'abril del mateix any. La revista es publicava cada cinc dies i hi escrivien diversos escriptors de renom entre els quals Frédéric Soulié, Samuel-Henri Berthoud, Honoré de Balzac. El diari es componia essencialment d'articles manllevats a altres diaris. Charles Lautour-Mézeray també participava en la redacció de la revista i a més recolzava financerament Émile de Girardin en una altra empresa periodística: La Silhouette, 1829 a la qual col·laborava com a redactor. La revista es fusionà més tard amb altres revistes de la capital francesa sota el nom de Le Cabinet de lecture : gazette de la ville et de la campagne que es va publicar fins a 1842.